# Mia Couto
António Emílio Leite Couto, ismertebb nevén Mia Couto (Beira, 1955. július 5. –) mozambiki író. 2013-ban elnyerte a Camões-díjat, a portugál nyelv legfontosabb irodalmi díját, 2014-ben pedig a Neustadt Nemzetközi Irodalmi Díjat.

## Élete

### Fiatalkora
Mozambik harmadik legnagyobb városában született, nevelkedett és tanult. Olyan portugál emigránsok fia, akik az 1950-es években költöztek a portugál gyarmatra. Amikor 14 éves volt, néhány verse megjelent a Notícias da Beira című helyi újságban. Három évvel később, 1971-ben a fővárosba, Lourenço Marques-ba (ma Maputo) költözött, és a Lourenço Marques-i Egyetemen kezdett orvostudományt tanulni. Ebben az időben a FRELIMO gyarmatellenes gerilla- és politikai mozgalom a portugál gyarmati uralom megdöntéséért küzdött Mozambikban.

### Mozambik függetlenné válása után
1974 áprilisában, a lisszaboni szegfűs forradalom és az Estado Novo rezsim megdöntése után Mozambik független köztársasággá vált. 1974-ben a FRELIMO felkérte Coutót, hogy egy évre függessze fel tanulmányait, hogy 1975 szeptemberéig a Tribuna újságírójaként, majd az újonnan létrehozott Mozambiki Információs Ügynökség igazgatójaként dolgozhasson. Később a Tempo magazint vezette 1981-ig. Első verseskötete, a Raiz de Orvalho 1983-ban jelent meg; a marxista militáns propaganda dominanciája ellen irányuló szövegeket tartalmazott. 1985-ig dolgozott a Notícias című újságnál, amikor Couto felmondott, hogy befejezze biológia szakos tanulmányait.

## Irodalmi művei és elismerése
Coutót Mozambik egyik legjelentősebb írójaként tartják számon; műveit több mint 20 országban és különböző nyelveken adták ki. Számos szövegében arra vállalkozik, hogy a portugál nyelvet újrateremti, és a mozambiki regionális szókincset és szerkezeteket beleviszi, így új modellt hoz létre az afrikai elbeszélés számára. A modern latin-amerikai irodalomban népszerű mágikus realizmus stílusa hatott írására, nyelvhasználata pedig João Guimarães Rosa brazil íróra emlékeztet, de Jorge Amado bahiai író is nagy hatással volt rá. Feltűnő, hogy szépirodalmi műveiben közmondásokat, néha „improverbiumokat”, valamint találós kérdéseket, legendákat és metaforákat alkot, amelyek költői dimenziót kölcsönöznek műveinek.
A zimbabwei nemzetközi könyvvásár nemzetközi zsűrije első regényét, az Alvajáró földet (Terra Sonâmbula) a 20. század 12 legjobb afrikai könyve közé választotta. 2007-ben ő lett az első afrikai szerző, aki elnyerte a Latin Unió rangos irodalmi díját, amelyet 1990 óta évente osztanak ki Olaszországban. Mia Couto mindössze a negyedik portugál nyelvű író lett, aki hazavihette ezt a rangos díjat. Jelenleg biológusként dolgozik a Great Limpopo Transfrontier Parkban, miközben más írói projekteken dolgozik tovább.
Coutót 1998-ban beválasztották a Brazil Szépirodalmi Akadémia tagjai közé, ő volt az első afrikai író, akit ilyen megtiszteltetésben részesítettek.

## Díjak és kitüntetések
- 2007 Latin Unió
- 2013 Camões-díj[14]
- 2014 Neustadt Nemzetközi Irodalmi Díj[15][16]
- 2020 Jan Michalski(wd)-díj[17]
- 2024 FIL de Literatura en Lenguas Romances

## Könyvei
- Raiz do Orvalho (versek, 1983)
- Vozes Anoitecidas (novellák, 1986)
- Cada Homem É uma Raça (novellák, 1990) ISBN 972-21-0071-8
- Cronicando (krónika, 1991) ISBN 972-21-0585-X
- Terra Sonâmbula (regény, 1992) ISBN 972-21-0790-9
- Estórias Abensonhadas (novellák, 1994)
- A Varanda do Frangipani (regény, 1996) ISBN 972-21-1050-0
- Contos do Nascer da Terra (novellák, 1997)
- Mar Me Quer (kisregény, 1998)
- Vinte e Zinco (kisregény, 1999) ISBN 972-21-1250-3
- Raiz de orvalho e outros poemas (1999) ISBN 972-21-1302-X
- O Último Voo do Flamingo (regény, 2000) ISBN 972-21-1334-8
- Mar me quer (2000)
- O Gato e o Escuro (gyermekkönyv, 2001)
- Na Berma de Nenhuma Estrada e Outros Contos (short stories, 2001)
- Um Rio Chamado Tempo, uma Casa Chamada Terra (regény, 2002)
- Contos do Nascer da Terra (novellák, 2002)
- O País do Queixa Andar (krónika, 2003)
- O Fio das Missangas (novellák, 2003)
- A chuva pasmada (2004) ISBN 972-21-1654-1
- Pensatempos: textos de opinião (2005)
- O Outro Pé da Sereia (regény, 2006) ISBN 972-21-1795-5
- Venenos de Deus, Remédios do Diabo (regény, 2008) ISBN 978-972-21-1987-0
- Jesusalém (novel, 2009) ISBN 978-972-21-2797-4
- A Confissão da Leoa (regény, 2012)
- As Areias do Imperador, trilógia:
  - Mulheres de cinzas (2015)
  - A Espada e a Azagaia (2016)
  - O Bebedor de Horizontes (2018)

### Magyarul megjelent
- Az oroszlán vallomása (A Confissão da Leoa) – Európa, Budapest, 2016 · ISBN 9789634055273 · Fordította: Pál Ferenc
- A fogueira / Oheň / Ohnisko / A tűz / Palenisko; Eötvös University Press, Budapest, 2017

## Fordítás
- Ez a szócikk részben vagy egészben  a   Mia Couto című angol Wikipédia-szócikk fordításán alapul.  Az eredeti cikk szerkesztőit annak laptörténete sorolja fel. Ez a jelzés csupán a megfogalmazás eredetét és a szerzői jogokat jelzi, nem szolgál a cikkben szereplő információk forrásmegjelöléseként.